# Merlinius brevidens
Merlinius brevidens är en rundmaskart. Merlinius brevidens ingår i släktet Merlinius, och familjen Dolichodoridae. Arten är reproducerande i Sverige.